# Kanton Langres
Kanton Langres (fr. Canton de Langres) je francouzský kanton v departementu Haute-Marne v regionu Grand Est. Tvoří ho 19 obcí. Před reformou kantonů 2014 ho tvořilo 22 obcí.

## Obce kantonu
od roku 2015:
- Balesmes-sur-Marne
- Beauchemin
- Champigny-lès-Langres
- Chanoy
- Chatenay-Mâcheron
- Chatenay-Vaudin
- Faverolles
- Humes-Jorquenay
- Langres
- Lecey
- Marac
- Mardor
- Ormancey
- Peigney
- Perrancey-les-Vieux-Moulins
- Saint-Ciergues
- Saint-Martin-lès-Langres
- Saint-Maurice
- Saints-Geosmes

před rokem 2015:
- Balesmes-sur-Marne
- Champigny-lès-Langres
- Chanoy
- Chatenay-Mâcheron
- Courcelles-en-Montagne
- Culmont
- Faverolles
- Humes-Jorquenay
- Langres
- Marac
- Mardor
- Noidant-le-Rocheux
- Ormancey
- Peigney
- Perrancey-les-Vieux-Moulins
- Saint-Ciergues
- Saints-Geosmes
- Saint-Martin-lès-Langres
- Saint-Maurice
- Saint-Vallier-sur-Marne
- Vauxbons
- Voisines